# Rudolf Žitnik
Rudolf Žitnik, slovenski politik, * 16. april 1901, Ljubljana, † 17. avgust 1974, Buenos Aires.

## Življenje in delo
Žitnik je imel v Ljubljani pred 2. svetovno vojno uspešno kleparsko podjetje, bil dejaven član Sokola in pozneje tudi starešina sokolskega društva v Štepanji vasi. V JNS je bil podpredsednik strankinega ljubljanskega ter član banovinskega odbra. Po okupaciji 1941 je bil kot član Sokolskega vojnega sveta predstavnik Sokolske legije pri štabu četniškega komandanta za Slovenijo K. Novaku. Kot obveščevalec in kurir je v imenu slovenskega četniškega gibanja večkrat potoval v Beograd in Rim ter z K. Novakom sodeloval na pogovorih še iz španske državljanske vojne znanim fašističnim generalom novim komandantom XI. korpusa v Ljubljani G. Gambaro. Poleti 1943 je Žitnik  organiziral oskrbo Centralnega slovenskega četniškega odreda, ki se je pozneje utrdil v Grčaricah. Jeseni 1944 je kot predstavnik JNS postal član Narodnega odbora za Slovenijo in sodeloval pri oblikovanju njegovih temeljnih dokumentov. Bil je podpredsednik t. i. narodnega predstavništva na zasedanju 3. maja 1945 v Ljubljani. Po vojni se je umaknil v Avstrijo in Italijo. Po preselitvi v Argentino je delal v svojem poklicu, v emigrantskem Narodnem odboru pa zastopal Slovensko demokratsko stranko; do srede šestdesetih let 20. stoletja, ko se je umaknil iz politike, je bil dejaven v Društvu Slovencev oziroma društvu Zedinjena Slovenija.